# Lista över offentlig konst i Huddinge kommun
Lista över offentlig konst i Huddinge kommun är en ofullständig förteckning över utomhusplacerad offentlig konst i Huddinge kommun.
| Titel                                                                                        | Konstnär(er)                  | Årtal               | Beskrivning                                                            | Typ - material                                                             | Stadsdel/ort | Plats Koordinater | Bild                                                             |
| -------------------------------------------------------------------------------------------- | ----------------------------- | ------------------- | ---------------------------------------------------------------------- | -------------------------------------------------------------------------- | ------------ | --- | ---------------------------------------------------------------- |
| Reptricket                                                                                   | C-Stefan Ahlenius             | 2006                | Installation i två delar                                               | blästring i fasadglaset vid entrén samt aluminium inomhus                  |              | Balingsnässkolan koordinater saknas |                                                                  |
| Jag ville jag vore en indian                                                                 | Majalisa Alexandersson        |                     |                                                                        | Skulptur - brons                                                           |              | Huddinge centrum 59.23618, 17.97677 | Jag ville jag vore en indian                                     |
| Flicka med ring                                                                              | Asmund Arle                   | 1989                |                                                                        | Skulptur - brons                                                           |              | Forelltorget, Huddinge centrum 59.23636, 17.98095                                                                                                   | Flicka med ring                                                  |
| Flicka med docka                                                                             | Asmund Arle                   | 1968                |                                                                        | Skulptur - brons                                                           |              | Skogås inomhuscentrum koordinater saknas | Flicka med docka                                                 |
| Häst som reser sig                                                                           | Asmund Arle                   | 1994                |                                                                        | Skulptur - brons                                                           |              | Terapivägen, Flemingsberg 59.22366, 17.9466 | Häst som reser sig                                               |
| Porträtthuvud av Lizzie Olsson Arle                                                          | Asmund Arle                   |                     | Porträtthuvud av Lizzie Olsson Arle                                    | brons                                                                      |              | Lizzies torg, Huddinge centrum 59.23618, 17.97677                                                                                                   | Porträtthuvud av Lizzie Olsson Arle                              |
| Kristus                                                                                      | Asmund Arle                   | 1960-tal            |                                                                        | brons                                                                      |              | Församlingshemmet koordinater saknas |                                                                  |
| Koral                                                                                        | Bertil Berggren Askenström    | 1975                |                                                                        | Skulptur                                                                   |              | Minneslunden vid Huddinge kyrka koordinater saknas                                                                                                  | Koral                                                            |
| Färgstavar                                                                                   | Bengt Berglund                | 1991                |                                                                        | målade stålrör                                                             |              | Diagnosvägen 13, Flemingsberg 59.22444, 17.94057 | Färgstavar                                                       |
| Färgstavar                                                                                   | Bengt Berglund                | 1991                |                                                                        | målade stålrör                                                             |              | Diagnosvägen 7, Flemingsberg 59.22423, 17.9425 | Färgstavar                                                       |
| Färgstavar                                                                                   | Bengt Berglund                | 1991                |                                                                        | målade stålrör                                                             |              | Diagnosvägen 1, Flemingsberg 59.22433, 17.94454 | Färgstavar                                                       |
| Tu                                                                                           | Bengt Blomqvist               |                     |                                                                        |                                                                            |              | Solbergavägen 18-20, Masmo koordinater saknas |                                                                  |
| Kottedjur                                                                                    | Olle Brand                    | 1992                | Installationen består av bronsskulpturen kottedjur samt emaljmålningar | brons (samt emaljmålningar)                                                |              | Edboskolan koordinater saknas |                                                                  |
| Huddinges sjöar                                                                              | Olle Brand                    | 1990                |                                                                        | emalj och neonrör                                                          |              | Folkets Hus fasader mot Sjödalstorget och på östra sidan 59.2354, 17.98142                                                                          | Huddinges sjöar                                                  |
| Blue Moon                                                                                    | Håkan Bull                    | 2000                |                                                                        | blästrat glas och blåfärgat ljusrörsljus                                   |              | entrégallerian till Huddinge centrum 59.23539, 17.98082                                                                                             | Blue Moon                                                        |
| Tillsammans                                                                                  | Mikael Fare                   | 2003                |                                                                        | Skulptur - stålplåt                                                        |              | Kungsklippeskolan i Stuvsta 59.25223, 18.00092 | Tillsammans                                                      |
| Ringlek                                                                                      | Håkan Bull                    | 2001                |                                                                        |                                                                            |              | ventilationsskorsten på Forellvägen koordinater saknas                                                                                              |                                                                  |
| Hej patient                                                                                  | Holger Bäckström Bo Ljungberg | 1972                |                                                                        | brännlackerad aluminiumplåt                                                |              | Vid entrén till Huddinge sjukhus 59.22167, 17.93871                                                                                                 | Fler bilder                                                      |
| XUM                                                                                          | Olle Baertling                | 1968, uppsatt 1992  |                                                                        | stål på sockel av vätögranit                                               |              | gångstråket söderut parallellt med Diagnosgatan, vid Annerstaskolan 59.22335, 17.94301                                                              | XUM                                                              |
| Freja                                                                                        | Peter Dahl                    | 2009                |                                                                        | Skulptur - brons                                                           |              | Lilla Sjödalstorget 59.23625, 17.98268 | Freja                                                            |
| Bacchus                                                                                      | Peter Dahl                    | 2009                |                                                                        | Skulptur - brons                                                           |              | Lilla Sjödalstorget 59.23735, 17.98278 | Bacchus                                                          |
| Basunerskans bön                                                                             | Liv Due                       |                     | Tre skulpturer: Basunerskan, Trumpan och Hankannan                     | Skulpturgrupp - brons på socklar av älvdalskvartsit                        |              | kvarteret Pelaren, Storvretsvägen 56 A-H i Skogås koordinater saknas                                                                                | Basunerskans bön                                                 |
| Vassbåtskungens dröm                                                                         | Liv Due                       |                     | tre skulpturer: Kungen i vassbåten, Hus hållerskans, Enhörningen       | Skulpturgrupp - brons på socklar av älvdalskvartsit                        |              | kvarteret Pelaren, Storvretsvägen 56 A-H i Skogås koordinater saknas                                                                                | Vassbåtskungens dröm                                             |
| Björnar                                                                                      | Eric Elfwén                   | 1965                |                                                                        | Skulptur - brons                                                           |              | tidigare Björnkullagården, vid administrationsbyggnaden 59.21085, 17.94208                                                                          | Björnar                                                          |
| Fredens rike                                                                                 | Pye Engström                  | 1991                |                                                                        | Skulpturgrupp - röd, svart, grå granit med flera stensorter                |              | Entrén till Flemingsbergs bibliotek 59.22351, 17.94004                                                                                              | Fler bilder                                                      |
| Titta på röken                                                                               | Jörgen Fogelquist             | 1952                |                                                                        | emaljerade stålplåtar                                                      |              | skorstenen på panncentralen, bostadsområdet vid Edsvägen 59.23468, 17.98905                                                                         | Titta på röken                                                   |
| Minervas drömmar                                                                             | Ylva Wilhelmina Franzén       | 2010                | installation i tre delar                                               | rostfri stålplåt för två delar, lackerad metall för den tredje             |              | Visättraskolans nybyggnad 2010 59.21568, 17.94872                                                                                                   | Minervas drömmar                                                 |
| Skolans kunskaper                                                                            | Jochim Grundmann              | 2000                |                                                                        | emaljmålningar                                                             |              | Källbrinksskolan, förskolan 59.25138, 17.96534 | Skolans kunskaper                                                |
| Moas stenar                                                                                  | Claes Hake                    | 2002                | Syftar på Moa Martinson                                                | Skulptur - granit                                                          | Flemingsberg | Södertörns högskola 59.21917, 17.94257 | Fler bilder                                                      |
| Porträtt av Asmund Arle                                                                      | Jörgen Hammar                 |                     | Porträtt av Asmund Arle                                                | Skulptur - brons                                                           |              | Huddinge centrum 59.23546, 17.98145 | Porträtt av Asmund Arle                                          |
| Asmunds häst                                                                                 | Jörgen Hammar                 | 1997                | Asmund Arles häst                                                      | Skulptur                                                                   |              | Fullersta gård 59.23913, 17.97418 | Asmunds häst                                                     |
| Flicka med fruktkorg                                                                         | Bror Hjorth                   | 1951                |                                                                        | Skulptur - brons                                                           |              | utanför Huddinge kommunalhus 59.23861, 17.98833 | Flicka med fruktkorg                                             |
| Tango vertikal/Tango horisontal                                                              | Lars-Erik Holm                |                     | installation i två delar                                               | emaljmålningar och lysdiodband                                             |              | på det utvändiga trapphuset, vid Skogås inomhuscentrums entré mot Skogåstorget koordinater saknas                                                   | Tango vertikal/Tango horisontal                                  |
| Kentaur                                                                                      | Roland Haeberlein             | 2010                |                                                                        | Skulptur - brons                                                           |              | innergården i kvarteret Kansliet 1, Kvarnbergsplan koordinater saknas                                                                               | Kentaur                                                          |
| Rymdfackverk                                                                                 | Einar Höste                   | 1972                |                                                                        | aluminium                                                                  |              | innegård i Huddinge sjukhus vid Medicingatan 59.22032, 17.93496                                                                                     |                                                                  |
| Häst                                                                                         | Domenico Inganni              | 2002                |                                                                        | Skulptur - brons                                                           |              | Mörtviksskolan koordinater saknas | Häst                                                             |
| Örn                                                                                          | Domenico Inganni              | 1998                |                                                                        | betong                                                                     |              | Paradistorget 59.23429, 17.98063 |                                                                  |
| Vattenkonst                                                                                  | Domenico Inganni              | 1988                |                                                                        | Fontänskulptur - röd sandsten, mosaik, brons, diabas                       |              | Sjödalstorget i Huddinge centrum 59.23619, 17.98268                                                                                                 | Vattenkonst                                                      |
| skulptur av en uggla                                                                         | Domenico Inganni              | 1962                |                                                                        | Skulptur - sten                                                            |              | entrén till ABF:s studiehem 59.23898, 17.98931 | skulptur av en uggla                                             |
| Gyllne koljor och glittrande vågor                                                           | Svenerik Jakobsson            | 1962                | installation i flera delar                                             | två väggreliefer i stålplåt och mässingsplåt samt stenskulpturer på marken |              | på väggarna vid ingångsöppningarna till kvarteret Koljan, Paradisgatan 2A-G vid Huddinge centrum, samt på innergården 59.2347, 17.98019             | Gyllne koljor och glittrande vågor                               |
| Fem urnor bågnande av växtkraft                                                              | Boel Junus                    | 1962                |                                                                        | stengods                                                                   |              | Flemingsberg koordinater saknas |                                                                  |
| Tätt intill                                                                                  | Linnea Jörpeland              | 2005                |                                                                        | Skulptur - brons                                                           |              | Östra gymnasiet i Skogås koordinater saknas | Tätt intill                                                      |
| Över huvud taget                                                                             | Linnea Jörpeland              | 2005                |                                                                        | Skulptur - brons                                                           |              | Östra gymnasiet i Skogås koordinater saknas | Över huvud taget                                                 |
| Förnimmelse                                                                                  | Linnea Jörpeland              | 2005                |                                                                        | brons                                                                      |              | Östra gymnasiet i Skogås koordinater saknas | Förnimmelse                                                      |
| Nigning                                                                                      | Linnea Jörpeland              | 2005                |                                                                        | Skulptur - brons                                                           |              | Östra gymnasiet i Skogås koordinater saknas | Nigning                                                          |
| Masken                                                                                       | Linnea Jörpeland              | 2005                |                                                                        | Skulptur - koppar ?                                                        |              | Östra gymnasiet i Skogås koordinater saknas | Masken                                                           |
| Fem hönor och en tupp                                                                        | Hermine Keller                | 2002                |                                                                        | Skulpturgrupp - brons                                                      |              | utanför Tallgårdens äldreboende i Stuvsta koordinater saknas                                                                                        | Fem hönor och en tupp                                            |
| Hoppa hage                                                                                   | Nina Kerola                   | 2005                |                                                                        | färgade betongplattor, betong, målad board, ekträ och stål                 |              | vid studentboistadshusen, kvarteret Magasinet i Visättra 59.21716, 17.95087                                                                         | Hoppa hage                                                       |
| Barock                                                                                       | Veikko Keränen                |                     |                                                                        | Skulptur - brons                                                           |              | Sjödalstorget, Huddinge centrum 59.23663, 17.98331                                                                                                  | Barock                                                           |
| Spegling mot rymden                                                                          | Veikko Keränen                | 1992                |                                                                        | Skulptur - aluminium                                                       |              | vid entrén till Infektionsmottagning 1 på Huddinge sjukhus 59.22245, 17.93336                                                                       | Spegling mot rymden                                              |
| Lekskulptur                                                                                  | Gustav Kraitz                 |                     |                                                                        | Lekskulptur - stengods                                                     |              | Stintavägen, kvarteret Pelaren koordinater saknas                                                                                                   |                                                                  |
| Skuggbarn                                                                                    | Einar Larsson                 | 1965                |                                                                        | lekskulpturer i betong                                                     |              | Studievägen 23-41 i Skogås koordinater saknas | Skuggbarn                                                        |
| Vattenträdet                                                                                 | Wive Larsson                  | 1963                |                                                                        | betong                                                                     |              | Trångsunds torg koordinater saknas |                                                                  |
| Undervattensbild                                                                             | Wive Larsson                  |                     |                                                                        | glasmosaik                                                                 |              | Sjödalstorget 9 koordinater saknas |                                                                  |
| Reflexioner                                                                                  | Margon Lindberg               | 2004                |                                                                        | klinkerplattor                                                             |              | mur vid Sjödalstorget 7 59.23656, 17.98324 | Reflexioner                                                      |
| Skuggbarn                                                                                    | Gun Lindblad                  | 2001                |                                                                        | stålplåt                                                                   |              | Snättringeskolan 59.25436, 17.9843 | Skuggbarn                                                        |
| Tid                                                                                          | Gun Lindblad                  | omkring 1998        |                                                                        | trä och glas                                                               |              | Trångsunds station koordinater saknas |                                                                  |
| Karin Boye                                                                                   | Peter Linde                   | 1980                | Staty över Karin Boye                                                  | staty - brons                                                              |              | Paradistorget, Huddinge centrum 59.23498, 17.98147                                                                                                  | Karin Boye                                                       |
| Mimi                                                                                         | Peter Linde                   |                     |                                                                        | brons                                                                      |              | gården bakom Sjödalsvägen 14-16 koordinater saknas                                                                                                  | Mimi                                                             |
| färgsättning på husfasader                                                                   | Gert Marcus                   | tidigt 1990-tal     |                                                                        | målarfärg i 15 färgnyanser på aluminiumplåtar                              |              | höghusen vid Terapivägen och Dialogvägen i Flemingsberg koordinater saknas                                                                          |                                                                  |
| Oas                                                                                          | Thomas Nordström              | 2009                |                                                                        | rostfritt stål                                                             |              | rondell vid västra Kungens kurva 59.26528, 17.92611                                                                                                 | Fler bilder                                                      |
| Väggklinker                                                                                  | Acke Oldenburg                | 1995                |                                                                        | motivmålade klinker                                                        |              | Huddinge centrum 59.23652, 17.98335 | Väggklinker                                                      |
| Detta är mitt Huddinge                                                                       | Acke Oldenburg                | 1985-90             |                                                                        | motivmålade klinkers                                                       |              | Myrstuguberget 59.24927, 17.87954 | Detta är mitt Huddinge                                           |
| Den 12 november 1973                                                                         | Acke Oldenburg                |                     |                                                                        | betongrelief                                                               |              | Huddingehallen koordinater saknas | Den 12 november 1973                                             |
| Okänd titel                                                                                  | Acke Oldenburg                | 1995                |                                                                        | målade klinker                                                             |              | Tingshustunneln koordinater saknas |                                                                  |
| Kärlek på sju språk                                                                          | Lizzie Olsson Arle            | 1994                | sju olika plattor bildande en cirkel                                   | sten                                                                       |              | Terapivägen i Flemingsberg 59.22365, 17.9466 |                                                                  |
| Bildband                                                                                     | Lizzie Olsson Arle            | 1973                |                                                                        |                                                                            |              | tre ljusgårdar på Huddinge sjukhus koordinater saknas                                                                                               |                                                                  |
| Damen med hunden                                                                             | Rolando Perez                 | 1991                |                                                                        | stålplåt                                                                   |              | Flemingsberg 59.22266, 17.94187 | Damen med hunden                                                 |
| Vågat möte                                                                                   | Mats Olofgörs                 | 2000                |                                                                        | stål                                                                       |              | södra rondellen vid Lindvretens trafikplats 59.26338, 17.89717                                                                                      | Vågat möte                                                       |
| Nyfikna djur                                                                                 | Gudrun Pierre                 |                     |                                                                        | brons, vätögranit                                                          |              | Skanssbergsskolan koordinater saknas |                                                                  |
| Vårbyskatter                                                                                 | Mari Pårup                    |                     |                                                                        |                                                                            |              | Fasaden på Vårbyhuset i Vårby gård koordinater saknas                                                                                               | Vårbyskatter                                                     |
| Frans Isaacsson                                                                              | Thomas Qvarsebo               |                     | byst av Frans Isaacsson (1861-1936)                                    | byst - cortenstålplåt                                                      |              | Centrumkyrkan, Huddinge centrum koordinater saknas                                                                                                  | Frans Isaacsson                                                  |
| Karyatider                                                                                   | Thomas Qvarsebo               | 2010                |                                                                        | plåt och brons                                                             |              | bredvid trappan till Centrumkyrkan, Huddinge centrum 59.23452, 17.9838                                                                              | Karyatider                                                       |
| Dansös                                                                                       | Thomas Qvarsebo               | 2005, placerad 2011 |                                                                        | Skulptur - brons på sockel av rödaktig vätögranit                          |              | framför Fullersta gård 59.2391, 17.97475 | Dansös                                                           |
| Varför inte dansa där du står?                                                               | Anna Stake                    | 2009                |                                                                        | Skulptur - brons                                                           |              | bakre skolgården på Kvarnbergsskolan koordinater saknas                                                                                             | Varför inte dansa där du står?                                   |
| Du har tid! Även känd som: Snäckfossil med stjärnsystem                                      | Nils G. Stenqvist             | 1986                |                                                                        | granit, stål, klinker och emalj                                            |              | gångtunneln till Huddinge station 59.23634, 17.97875                                                                                                | Du har tid!                                                      |
| Skogskällan                                                                                  | Hadar Tilja                   | 2000                |                                                                        | emaljmålning                                                               |              | Källbrinksskolan koordinater saknas |                                                                  |
| Natt och dag                                                                                 | Per-Olof Ultvedt              | 2002                |                                                                        | lackerad stålplåt                                                          |              | vid Huddinge sjukhus huvudentré 59.22056, 17.93891                                                                                                  | Natt och dag                                                     |
| Moln                                                                                         | Martin West                   | 1988                |                                                                        | väggrelief                                                                 |              | väggen till förbindelsegången till Sjödalsvägen 9, vid Sjödalstorget 59.23639, 17.98304                                                             | Moln                                                             |
| Dubbelbagge                                                                                  | Sam Westerholm                | 1988                |                                                                        | Skulptur - brons                                                           |              | vägen mellan Flemingsbergs station och Södertörns högskola/Huddinge sjukhus koordinater saknas                                                      | Dubbelbagge                                                      |
| Velourvänstern                                                                               | Sam Westerholm                | 1988                |                                                                        | Skulptur - brons                                                           |              | vägen mellan Flemingsbergs station och Södertörns högskola/Huddinge sjukhus koordinater saknas                                                      | Velourvänstern                                                   |
| Märken                                                                                       | John Wipp                     | 1965                |                                                                        | emaljmålning                                                               |              | Björnkullanläggningen i Visättra, fasaden bredvid entrén till den tidigare administrationsbyggnaden, nuvarande Södertörns Friskola 59.2109, 17.9421 | Märken                                                           |
| Porträtt av Domenico Inganni                                                                 | Mats Åberg                    |                     | Porträtt av Domenico Inganni                                           | Skulptur                                                                   |              | Sjödalstorget, Huddinge centrum 59.23545, 17.98167                                                                                                  | Porträtt av Domenico Inganni                                     |
| Lysande tefat                                                                                | Maria Ängquist-Klyvare        | 2004                |                                                                        | aluminium                                                                  |              | rondeller i Kungens kurva 59.27014, 17.92317 | Fler bilder                                                      |
| Skulptur av Tvillingarna                                                                     | Okänd                         |                     |                                                                        | Skulptur - brons                                                           |              | Mangårdsvägen 27, västra Visättra 59.21446, 17.94871                                                                                                | Skulptur av Tvillingarna                                         |
| Skulptur av Bågskytten                                                                       | Okänd                         |                     |                                                                        | Skulptur - brons                                                           |              | Mangårdsvägen 25, västra Visättra 59.21451, 17.94834                                                                                                | Skulptur av Bågskytten                                           |
| Okänd titel                                                                                  | Okänd                         |                     |                                                                        | Skulptur - brons                                                           |              | Balingsholm koordinater saknas |                                                                  |
| Lysande utsikter                                                                             | Emma Kronvall                 | 2007                |                                                                        | Skulpturgrupp                                                              |              | Södertörns tingsrätt, fyra atriumgårdar koordinater saknas                                                                                          |                                                                  |
| Signora Canedotto VII:s sortering i XXVI:e uppordningen av all världens ting och företeelser | Nina Bondeson                 | 2002                |                                                                        | Måleri                                                                     |              | Södertörns högskola (inomhus) koordinater saknas | Det är troligen inte ok att ladda upp en bild av detta konstverk |
| Genomskinlighet och ögat                                                                     | Pertti Kekarainen             | 2002                |                                                                        | Helhetsgestaltning                                                         |              | Karolinska Institutet Campus Huddinge, universitetsbyggnad 1, entréplanet med tillhörande utomhusgårdar koordinater saknas                          |                                                                  |
| Klingon, Damm                                                                                | Fredrik Wretman               | 2004                |                                                                        | Skulptur                                                                   |              | Södertörns högskola, entréhallen och tysta läsesalen (inomhus) koordinater saknas                                                                   | Det är troligen inte ok att ladda upp en bild av detta konstverk |